# Канејдијан (Оклахома)
Канејдијан (енгл. Canadian) град је у америчкој савезној држави Оклахома.

## Демографија
По попису из 2010. године број становника је 220, што је 19 (-7,9%) становника мање него 2000. године.
| Група             | 2000.       | 2010.       |
| Белци             | 190 (79,5%) | 174 (79,1%) |
| Афроамериканци    | 0 (0,0%)    | 0 (0,0%)    |
| Азијати           | 0 (0,0%)    | 0 (0,0%)    |
| Хиспаноамериканци | 0 (0,0%)    | 8 (3,6%)    |
| Укупно            | 239         | 220         |